# جورج روسي
جورج روسي (بالإنجليزية: George Rossi)‏ (و. 1960 – م) هو ممثل، وممثل أفلام، من المملكة المتحدة.

## وصلات خارجية
- جورج روسي على موقع IMDb (الإنجليزية)
- جورج روسي على موقع ألو سيني (الفرنسية)
- جورج روسي على موقع أول موفي (الإنجليزية)
- جورج روسي على موقع قاعدة بيانات الأفلام السويدية (السويدية)
- جورج روسي على موقع قاعدة بيانات الفيلم (الإنجليزية)
- جورج روسي على موقع كينوبويسك (الروسية)